# Julián Fernández (futbolista nacido en 2004)
Julián Fernández (Argentina, 3 de enero de 2004) es un futbolista argentino que juega como delantero en el New York City F. C. de la Major League Soccer.

## Estadísticas

### Clubes
Actualizado al último partido disputado el 5 de agosto de 2025.
| Club                               | Div.          | Temporada     | Liga  | Liga  | Liga   | Copas nacionales | Copas nacionales | Copas nacionales | Copas internacionales | Copas internacionales | Copas internacionales | Total | Total | Total  |
| Club                               | Div.          | Temporada     | Part. | Goles | Asist. | Part.            | Goles            | Asist.           | Part.                 | Goles                 | Asist.                | Part. | Goles | Asist. |
| ---------------------------------- | ------------- | ------------- | ----- | ----- | ------ | ---------------- | ---------------- | ---------------- | --------------------- | --------------------- | --------------------- | ----- | ----- | ------ |
| C. A. Vélez Sarsfield Argentina    | 1.ª           | 2022          | 23    | 0     | 2      | 10               | 2                | 0                | 7                     | 2                     | 0                     | 40    | 4     | 2      |
| C. A. Vélez Sarsfield Argentina    | 1.ª           | 2023          | 20    | 3     | 0      | 1                | 0                | 1                | —                     | —                     | —                     | 21    | 3     | 1      |
| C. A. Vélez Sarsfield Argentina    | Total club    | Total club    | 43    | 3     | 2      | 11               | 2                | 1                | 7                     | 2                     | 0                     | 61    | 7     | 3      |
| New York City F. C. Estados Unidos | 1.ª           | 2023          | 9     | 2     | 0      | —                | —                | —                | —                     | —                     | —                     | 9     | 2     | 0      |
| New York City F. C. Estados Unidos | 1.ª           | 2024          | 23    | 2     | 3      | —                | —                | —                | 4                     | 0                     | 0                     | 27    | 2     | 3      |
| New York City F. C. Estados Unidos | 1.ª           | 2025          | 23    | 2     | 4      | 1                | 0                | 0                | 3                     | 0                     | 0                     | 27    | 2     | 4      |
| New York City F. C. Estados Unidos | Total club    | Total club    | 55    | 6     | 7      | 1                | 0                | 0                | 7                     | 0                     | 0                     | 63    | 6     | 7      |
| Total carrera                      | Total carrera | Total carrera | 98    | 9     | 9      | 12               | 2                | 1                | 14                    | 2                     | 0                     | 124   | 13    | 10     |
| 1. 2.                              |               |               |       |       |        |                  |                  |                  |                       |                       |                       |       |       |        |